# Haut-Lomami
Pour les articles homonymes, voir Lomami.
Le Haut-Lomami est depuis 2015 une province de la république démocratique du Congo à la suite de l'éclatement de la province du Katanga.

## Géographie
Située au centre de la partie méridionale du pays sur la rivière Lomami, elle est limitrophe de 4 provinces rd-congolaises. 
|         | Lomami      | Tanganyika   |
| Lualaba | Haut-Lomami | Tanganyika   |
| Lualaba | Lualaba     | Haut-Katanga |

## Territoires
Il comprend cinq territoires dont :
- Le territoire de Bukama
- Le territoire de Kabongo
- Le territoire de Kamina
- Le territoire de Kaniama
- Le territoire de Malemba Nkulu

Il est situé au nord de la ville de Lubumbashi qui est l'actuel chef-lieu de la province du Katanga.
La province est divisée en une ville et cinq territoires :
| CD73     | Province du Haut-Lomami     | Province du Haut-Lomami | Province du Haut-Lomami | Province du Haut-Lomami |
| Code INS | Subdivision                 | Chef-lieu               | Superficie (km²)        | Population              |
| -------- | --------------------------- | ----------------------- | ----------------------- | ----------------------- |
|          | Ville de Kamina             | Kamina                  |                         | 156 761                 |
| 7051     | Territoire de Kamina        | Kamina                  | 41 887                  | 337 078                 |
| 7052     | Territoire de Kaniama       | Kanyama                 | 13 894                  | 159 355                 |
| 7053     | Territoire de Kabongo       | Kabongo                 | 20 898                  | 353 777                 |
| 7054     | Territoire de Malemba-Nkulu | Malemba-Nkulu           | 15 298                  | 478 252                 |
| 7055     | Territoire de Bukama        | Bukama                  | 19 398                  | 514 242                 |

## Villes du district
- Kamina, le chef-lieu.

## Cités du District
- Bukama
- Luena
- Kabondo Ndianda
- Malemba
- Kaniama

## Économie
Le parc national de l'Upemba reste encore un milieu non exploité dans la faune et la flore. Le lac Upemba, Kisale et les autres étangs abritent une multitude de vies aquatiques. On y cultive maïs, manioc, riz, haricot, arachide, banane, soja, on produit de l'huile de palme.